# 博布羅夫
51°05′N 40°02′E / 51.083°N 40.033°E

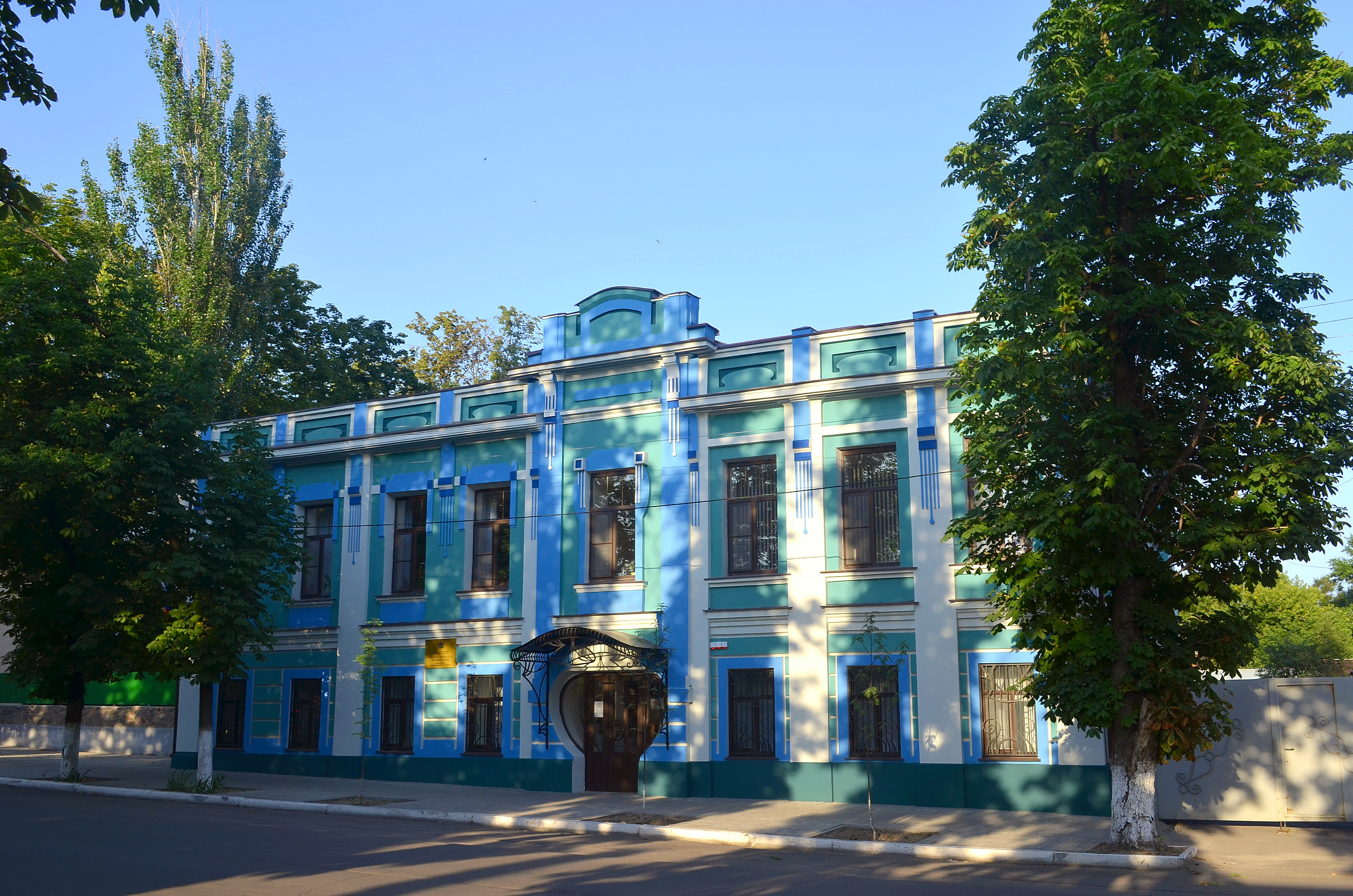

博布羅夫（俄语：Бобро́в）是俄羅斯沃羅涅日州中部的一個城市，位於沃羅涅日東南148公里，比秋格河畔。2002年時人口為20,806人。
1698年建立，1779年設市。